# Astronotus crassipinnis
Espèce
Synonymes
- Acara crassipinnis Heckel, 1840[1]
- Astronotus crassipinis (Heckel, 1840)[1]

Astronotus crassipinnis est une espèce de poissons de la famille des cichlidés originaire d'Amérique du Sud.

## Systématique
L'espèce Astronotus crassipinnis a été initialement décrite en 1840 par l'ichtyologiste autrichien Heckel (1790-1857) sous le protonyme d’Acara crassipinnis.